# Joseph Fournier
Pour les articles homonymes, voir Fournier.
Joseph Fournier (1905-1992) est un homme politique canadien du Nouveau-Brunswick.
Joseph Fournier naît le 29 septembre 1905 à Pointe-Verte, au Nouveau-Brunswick. Son père est Théotime Fournier et sa mère est Philomène Doucet. Il étudie à l'Académie Sainte-Famille de Tracadie-Sheila puis au Collège Saint-Joseph de Memramcook. Il épouse Clarisse Boudreau le 6 novembre 1935 et le couple a cinq enfants. Il suit des études à Tracadie puis obtient un Baccalauréat en arts au Collège Saint-Joseph de Memramcook en 1927.
Tout en étant directeur d'une coopérative, il se lance en politique et devient conseiller municipal de Pointe-Verte de 1935 à 1938. Il est ensuite élu député libéral à l'Assemblée législative du Nouveau-Brunswick en 1945 et est constamment réélu jusqu'en 1963. Du 12 juillet 1960 au 22 avril 1963, il exerce les fonctions de Ministre de l'Industrie et du Développement dans le gouvernement Robichaud.
Il est ensuite nommé sénateur sur avis de Pierre Trudeau le 9 décembre 1971 et le reste jusqu'à sa retraite le 29 septembre 1980.
Joseph Fournier meurt le 6 décembre 1992.